# 15296 Tantetruus
A 15296 Tantetruus (ideiglenes jelöléssel 1992 AS2) a Naprendszer kisbolygóövében található aszteroida. A Spacewatch program keretében fedezték fel 1992. január 2-án.